# Suvero
Sùvero è una frazione di 193 abitanti nel comune di Rocchetta di Vara, in provincia della Spezia.

## Geografia fisica
Sùvero sorge ad un'altitudine di 687 m s.l.m. e conta circa 200 abitanti residenti che aumentano sensibilmente nel periodo estivo; il borgo è il centro più importante e più popoloso del Comune di Rocchetta di Vara.

## Origine del nome
Il toponimo Suvero sembra derivi dalla parola latina supernus (superiore, posto di sopra) e rievoca la sua privilegiata posizione strategica di controllo, tra la val di Vara e la Lunigiana.

## Storia

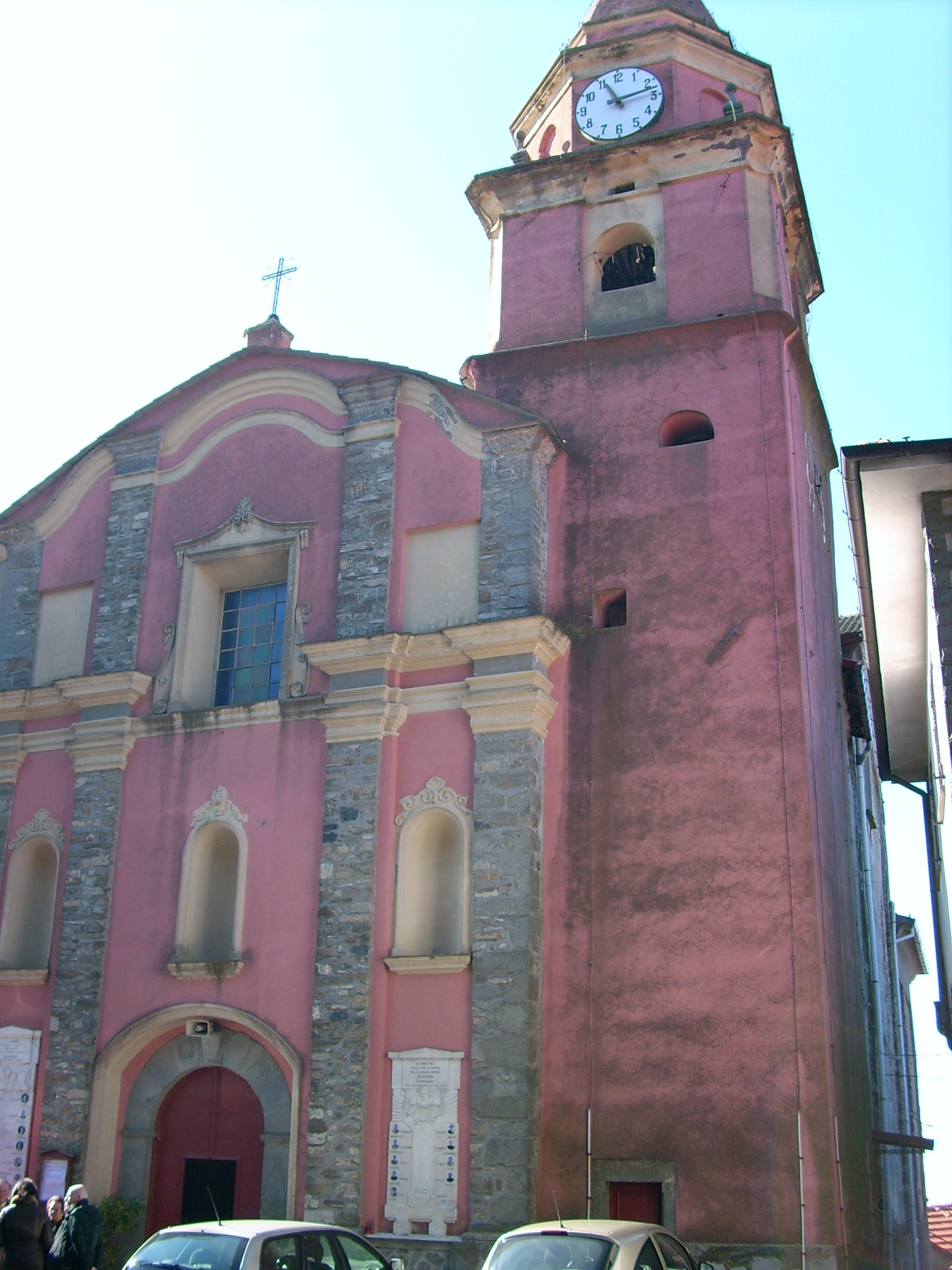
La chiesa parrocchiale di San Giovanni Battista

### Età antica
Le prime tracce di insediamenti risalgono al Neolitico Inferiore e all'Età del Bronzo Medio.
Nella Pianaccia di Suvero, luogo che identifica un terrazzo pianeggiante circolare con scarpate ripide, sono stati individuati due siti archeologici molto importanti: il primo conserva tracce di uno dei rarissimi insediamenti neolitici all'aperto fino ad oggi individuati in Liguria in cui i più antichi agricoltori e allevatori si trasferirono dalle zone pericostiere verso l'interno; l'altro è riferibile ad un'officina di produzione di parures in steatite di età del rame-bronzo medio, che, per la qualità dei prodotti sembra inserirsi in una rete commerciale di notevole entità. Numerosi reperti archeologici ritrovati nella zona di Suvero sono oggi conservati nel Museo Civico Archeologico "Ubaldo Formentini" della Spezia.
Arroccato attorno al suo castello dei Malaspina ed alla chiesa di San Giovanni Battista, Suvero si trova su una collina in assoluta posizione strategica di rilievo. 

### Età medievale
Nella sua lunga storia, Suvero appartenne dapprima agli Obertenghi e successivamente fu feudo degli Estensi, appartenne poi al sistema difensivo dell'abbazia di Brugnato, ai signori di Vezzano. Infine fu feudo dei marchesi Malaspina di "Licciana, Bastia, Podenzana e Suvero", discendenti di Rinaldo, ultimo di cinque figli del marchese Giovanni Spinetta II, cui toccò nella divisione testamentaria il feudo di Bastia, che permutò con un fratello.

### Età moderna
Rinaldo entrò in possesso delle terre di Suvero nel 1535 iniziando subito i lavori per la costruzione del castello fortificato, terminato definitivamente dai suoi discendenti. Intorno ad esso si sviluppò l'attuale borgo.
La chiesa parrocchiale di San Giovanni Battista, fu eretta da Torquato Malaspina, che si distinse notevolmente tra i vari marchesi succedutisi nel possesso del borgo. Egli apportò, infatti, migliorie nella pubblica amministrazione, si curò dell'istruzione dei bambini, organizzò il "monte frumentario", ovvero un deposito di cereali a disposizione del popolo nei periodi di carestia. Il Marchese Torquato Malaspina di Suvero fu personaggio eminente e di grande cultura che fu autore, tra l'altro, dell'opera Dello scrivere le vite, il quale, morto a Monti nel 1594, per volontà della madre Lavinia, fu portato a seppellire in San Francesco in Villafranca.
Con l'arrivo di Napoleone Bonaparte nel 1797 la fine della signoria dei Malaspina fu decretata dai Francesi, che spogliarono della giurisdizione feudale anche tutti gli altri nobili della Lunigiana, ed ebbe come ulteriore conseguenza l'abbandono del castello Malaspina. 

### Età contemporanea
Con l'Unità d'Italia, Suvero con il comune di Rocchetta di Vara fece parte della provincia di Massa Carrara. Quando il 2 febbraio 1923 fu istituita la provincia della Spezia, Suvero abbandonò la Toscana per la Liguria.

## Monumenti e luoghi d'interesse

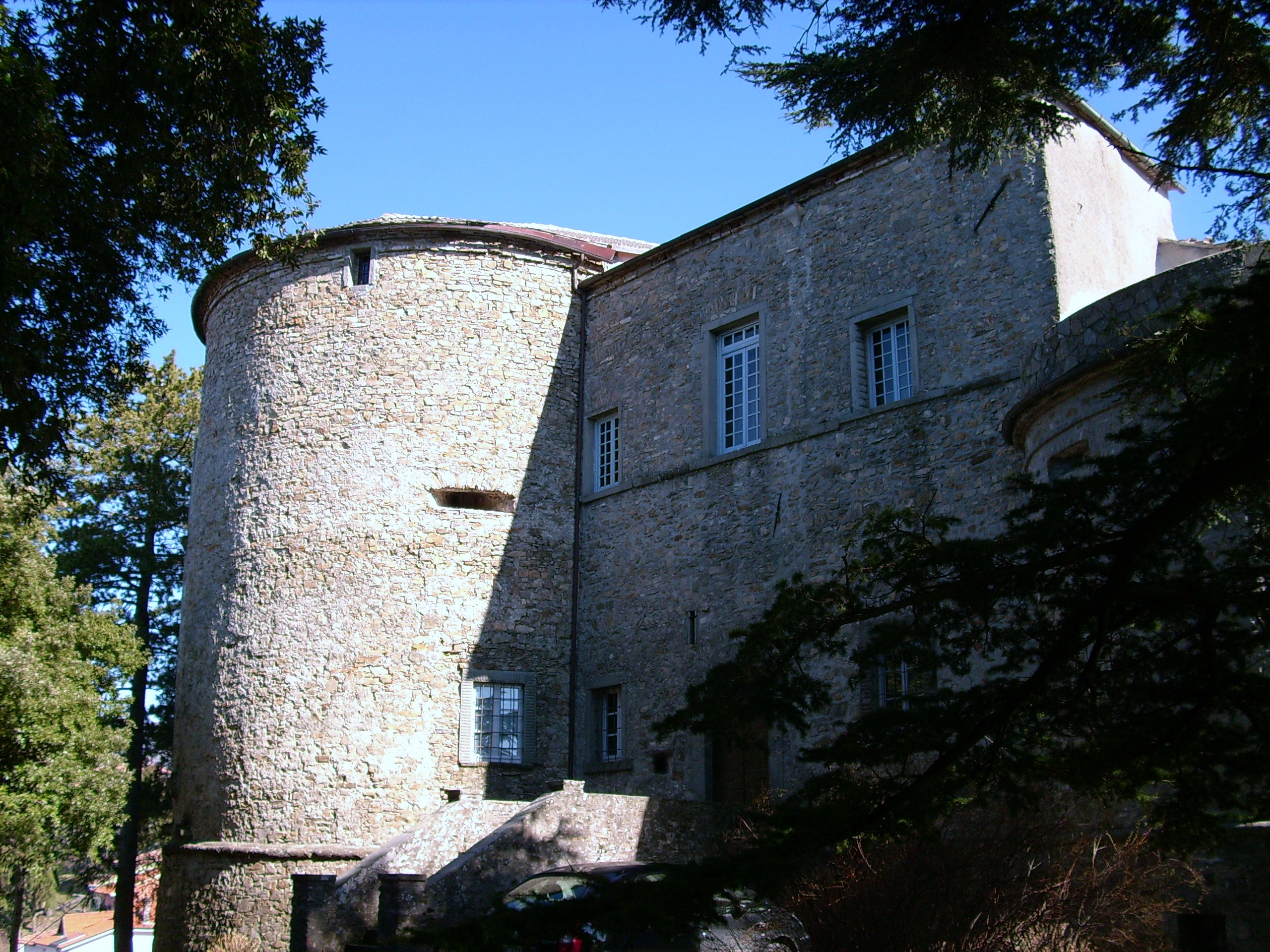
Il castello Malaspina di Suvero

### Architetture militari
A dominio del borgo di Suvero si trova il castello, lungo la via che porta al Passo dei Casoni. Quando il Marchese Rinaldo Malaspina nel 1549 ricevette l'investitura come signore del feudo di Suvero, decise di ampliare e rinnovare, il precedente castello già vecchio di quattro secoli. Postazione difensiva e poi residenziale dei Malaspina, il castello fu abbandonato dai suoi proprietari dopo il 1797 con la fine della signorie imperiali decretata dalla nuova dominazione francese napoleonica. 

In anni recenti il castello di Suvero, per la terza volta nella sua lunghissima storia, è stato completamente restaurato ed è attualmente adibito a dimora privata.

### Architetture religiose

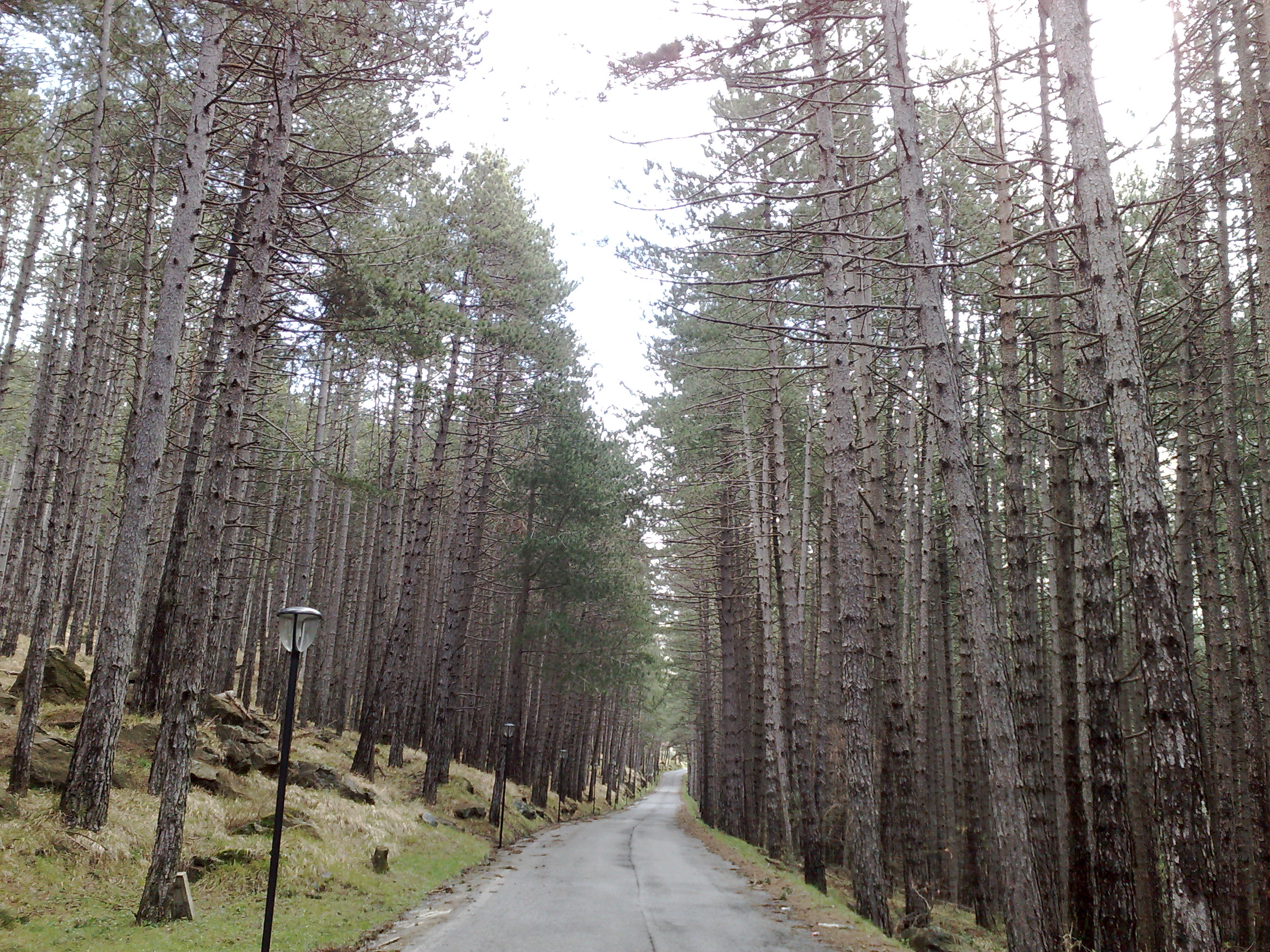
Un sentiero all'interno della pineta

La chiesa di San Giovanni Battista, sorge proprio dinanzi al castello, e presenta evidenti tracce di successivi rimaneggiamenti, ha una struttura con pianta a croce e nella cripta conserva un bassorilievo di marmo bianco della Vergine con il Bambino circondati da angeli musicanti, che porta incisa la data del 1497.

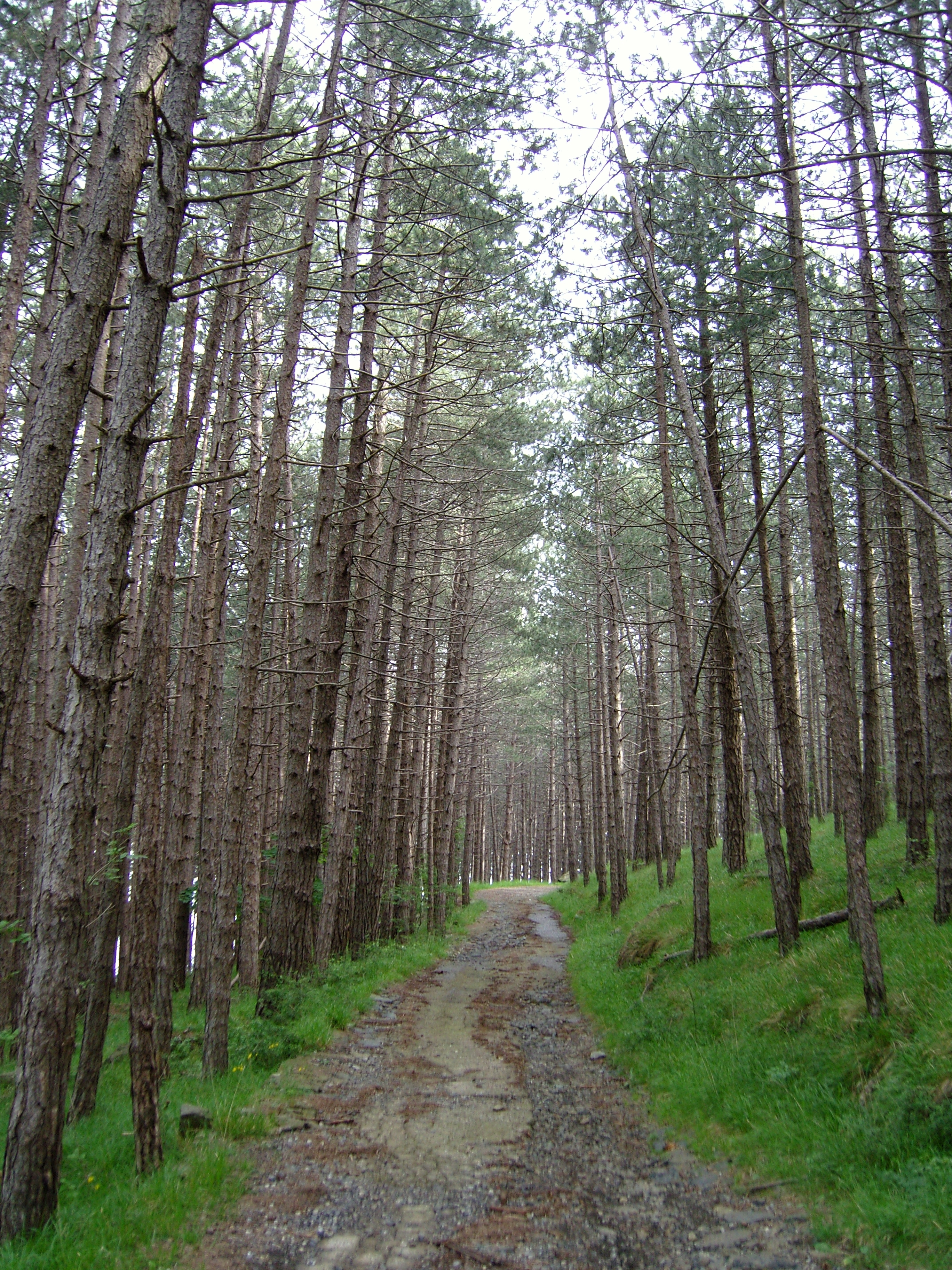
La pineta di Suvero

### Aree naturali
Poco fuori dall'abitato di Suvero, lungo la strada che conduce al passo dei Casoni, che svetta sopra i mille metri di quota, ci si addentra in un'imponente pineta ad una quota di 850 s.l.m., considerata tra le più belle dell'Appennino ligure, con alberi d'alto fusto che si estende per svariati ettari; la pineta è collegata all'Alta Via dei Monti Liguri da diversi sentieri adatti per passeggiate nel verde o per praticare trekking e mountain bike.
Il verde bosco di conifere, tendente allo smeraldo, risalta in modo evidente contro gli erbosi versanti appenninici, creando un evidente e suggestivo contrasto. Pino nero e Pino silvestre sono stati impiantati nei decenni passati, negli anni tra il 1925 e il 1935, per arginare fenomeni di dissesto idrogeologico dovuti all'intenso disboscamento che, nel corso dei secoli, subirono i versanti montuosi della val di Vara. I lavori, voluti dal governo con la "legge del 24 dicembre 1928 n. 3134", furono diretti da Pietro Gabrielli, funzionario del Corpo Forestale (nato a Poppi (AR) il 23/10/1889 e morto a Levanto (SP) nel 1971) ed impegnarono un gran numero di operai. 
Queste tipologie di Pino, privilegiate rispetto ad altre per la loro facilità di attecchimento, riesce spesso a ben integrarsi nell'ambiente dell'Appennino ligure, mantenendo però sempre le caratteristiche tipiche di un popolamento "artificiale".

l'aspetto negativo di questi rimboschimenti è che spesso si dimostrano troppo vulnerabili agli attacchi parassitari. Per i futuri rimboschimenti, che si auspicherebbero continui e confacenti dal punto di vista qualitativo, sarebbero quindi da preferire essenze forestali autoctone, più resistenti a qualsiasi tipo di avversità.

## Eventi

### Il Carnevale "dei Belli e Brutti"

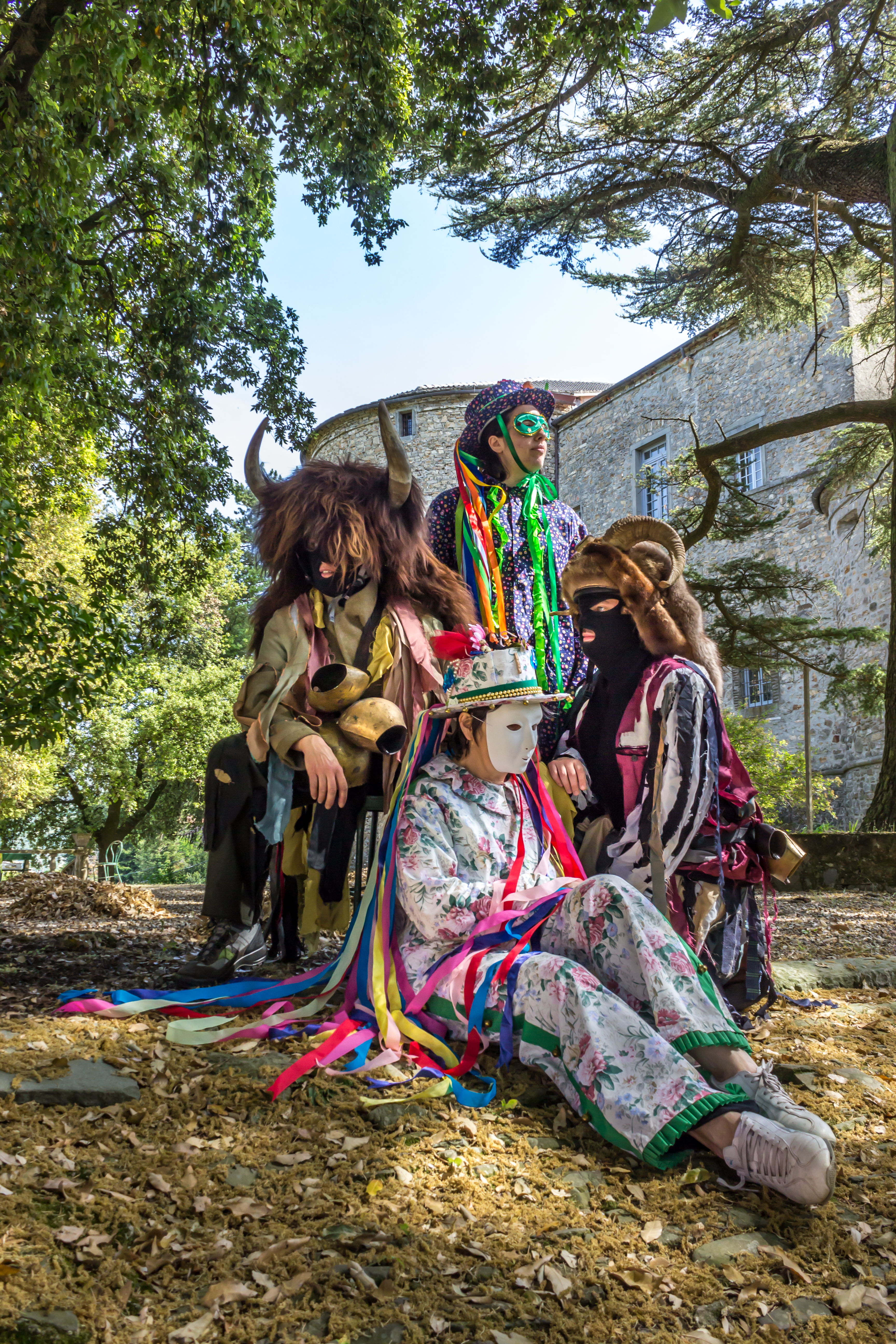
Il carnevale dei Belli e dei Brutti di Suvero.

Questa festa, organizzata il sabato antecedente al martedì grasso tra i mesi di febbraio e marzo, è legata a tradizioni antichissime e ancora oggi i ragazzi si mascherano con gli stessi costumi usati a suo tempo dai padri e dai nonni. 
Le maschere tradizionali sono due: i "belli" e i "brutti". I primi indossano abiti dai colori vivaci in fantasia floreale, adornati di trine, fiocchi e campanelli e calzano cappelli rivestiti con la stessa stoffa del vestito, ornati da lunghi nastri variopinti, pizzi, perline e campanellini. I secondi velli di capra o pecora e sulla testa indossano lunghe e grosse corna, mentre il viso è tinto di nero o ricoperto da bautte dai tratti cupi ed arcigni e portano legati in vita dei campanacci da mucca, che scuotono mentre camminano. Così abbigliati i "mascheri" (parola usata nel dialetto locale per definire i figuranti che partecipano all'evento) sfilano per le strade del paese, fermandosi ad ogni casa: qui, mentre il padrone prepara un veloce rinfresco, i belli fanno ballare le donne della famiglia, mentre i brutti non risparmiano scherzi e burle a nessuno. Al calare della sera ci si riunisce tutti per cenare in compagnia.
L'origine di tali maschere ormai si è perso nella notte dei tempi, ma sia che simboleggiassero il contrasto tra il bene e il male, sia tra i rigori dell'inverno ormai agli sgoccioli e le dolci promesse della primavera alle porte, resta il fatto che da secoli a Suvero il Carnevale segue rituali ben precisi ed immutati, ma soprattutto rappresenta un momento di unione tra gli abitanti. Nel periodo del Carnevale i Belli e i Brutti visitano alcuni paesi e frazioni dell'Alta Val di Vara su camion e trattori ottenendo in cambio cibo in quantità e generosi bicchieri di vino e grappa. 
Nel 2017, a tutela della tradizione di queste antiche maschere nasce Associazione del Carnevale dei Belli e Brutti di Suvero, la quale si impegna a mantenere attiva e presente sul territorio un rito antico come il paese stesso che lo ospita. 
I belli e i brutti di Suvero hanno partecipato a diversi eventi, anche fuori regione, tra queste troviamo :
- Carnevale di Viareggio; 
- Carnevale di Aosta; 
- Carnevale di Varese Ligure (2017); 
- Carnevale di Fonni, in Sardegna dal 2017 ospiti della manifestazione Identidades Mask Festival;
- Carnevale di Samugheo in Sardegna nel 2020, ospiti dei Mamutzones;
- Carnevale di La Spezia (dal 2019 al 2023);
- Carnevale di Sesta Godano (2020 e 2023);
- Carnevale di Rocca Grimalda (2018);
- Carnevale di Ormea (2021);
- Carnevale di Sestri Levante (2018);
- Carnevale di Tricarico (2019 e 2022);
- Carnevale Europeo delle Maschere Zoomorfe di Isernia (2025).